# Kleiputten van Wenduine
De Kleiputten van Wenduine is een natuurgebied in de tot de West-Vlaamse gemeente De Haan behorende plaats Wenduine.
De Kleiputten werden in 2010 aangekocht door de Vlaamse overheid, ter compensatie van natuurverlies door uitbreiding van de haven van Zeebrugge. Het werd omgevormd door natuurgebied en wordt beheerd door Natuurpunt. Het gebied is 11 ha groot.
Het gebied sluit aan bij de Uitkerkse Polder en bevindt zich tussen de kom van Wenduine en de Wenduinse wijk Harendijke. Het Bommelzwin loopt door het gebied.
Het gebied kent een vogelkijkwand en een uitkijktoren.

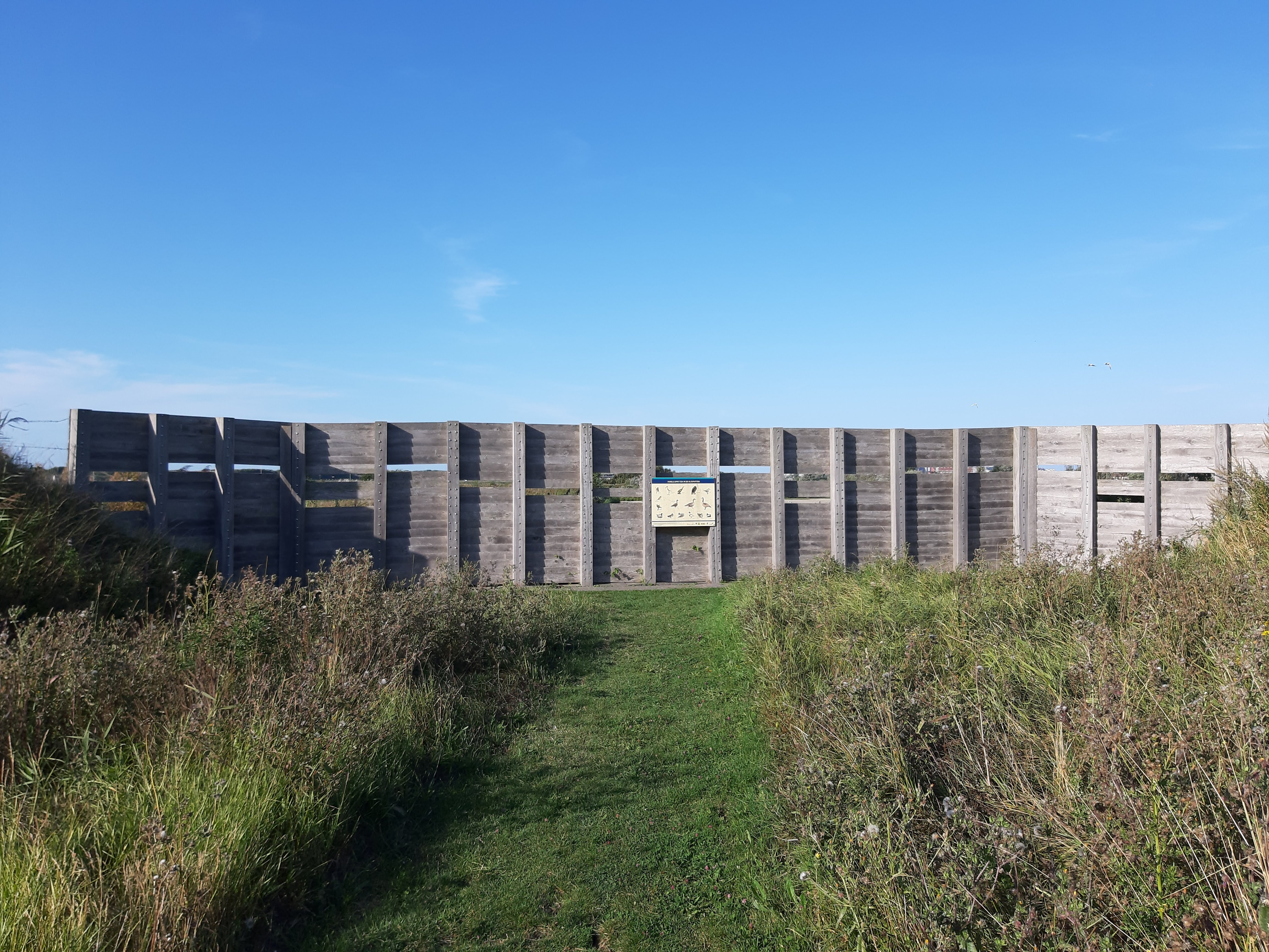
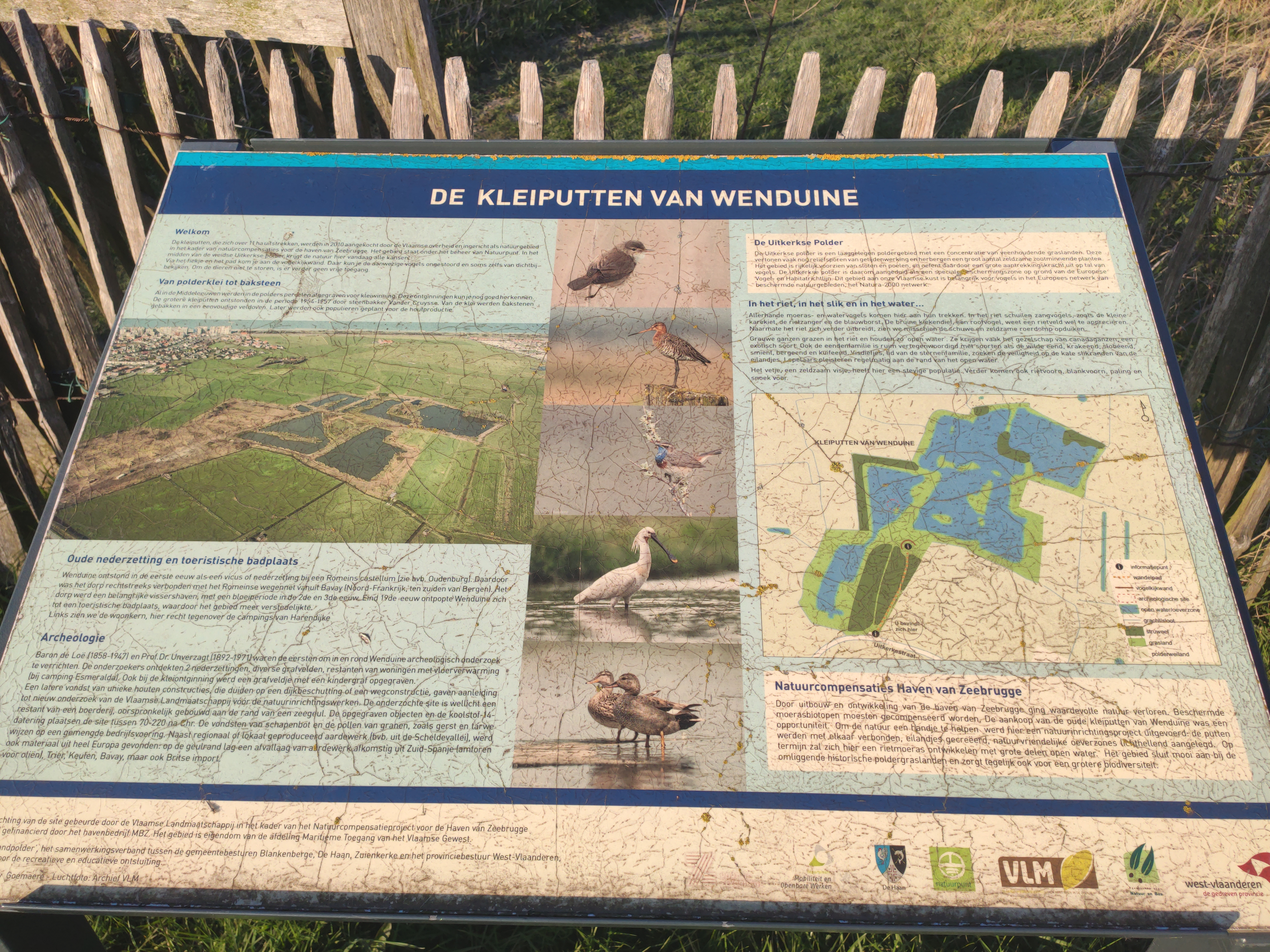